# Aruna Shields
Pour les articles homonymes, voir Shields.
 (juillet 2018).
Si vous disposez d'ouvrages ou d'articles de référence ou si vous connaissez des sites web de qualité traitant du thème abordé ici, merci de compléter l'article en donnant les références utiles à sa vérifiabilité et en les liant à la section « Notes et références ».
Aruna Shields, née le 6 août 1978 à Londres, est une actrice britannique, d'origine indienne. Elle a fait ses débuts dans Bollywood avec le film Prince .

## Parcours professionnel
Shields, alors  dans un atelier de théâtre, a été repérée par un agent intérimaire. Selon Google Zeitgeist, en l'an 2010, Aruna Shield est l'actrice qui génère le plus de requêtes sur le moteur de recherche Google en Inde.
Shields a une chaîne de bien-être sur YouTube appelé Aruna Shields TV, lancée en 2015. 
Elle a étudié l'hypnose et la psychothérapie au niveau Master dans les collèges nationaux à Londres et a également formé en Mindfulness. Son éducation antérieure comprend une distinction de la Guildhall School of Music and Drama, diplômé de Central Saint Martins, et une bourse d'études à Durham Boarding School.
Elle a fait ses débuts en 2010, dans le thriller d'action, le Prince. La même année, elle a joué le premier rôle féminin dans l'aventure épique Ao, une histoire d'amour se déroulant il y a 30000 ans dans un monde sauvage perdu, entre un homme de Neandertal et une homo sapiens. Le film a été produit par UGC.
Son film M. Singh Mme Mehta sort le 25 juin 2010. 
Aruna est aussi chorégraphe de danse et a de l'expérience en tant que danseuse du ventre. 

## Vie privée
Elle vit et travaille à Londres et Los Angeles.

## Filmographie

### Cinéma
- 2005 : Private moments  de Jag Mundhra : Saira
- 2007 : Mission Improbable
- 2010 : Ao, le dernier Néandertal de Jacques Malaterre : Aki
- 2010 : Prince de Kooki Gulati : Maya
- 2010 : Mr. Singh Mrs. Mehta de Pravesh Bhardwaj : Neera K. Singh
- 2011 : Dhada de Ajay Bhuyan : Lolita
- 2012 : Vanilla Sundae : Jazz Kaur

### Télévision
- 2017 : Qui a tué Néandertal ? de Thomas Cirotteau : La femme homo sapiens qui a épousé un homme de Néandertal